# St. Mary’s Canossian College
Das St. Mary’s Canossian College ist eine katholische Mädchenschule im Hongkonger Stadtviertel Tsim Sha Tsui.

## Geschichte
Das College wurde 1900 von Canossianerinnen als „St. Mary’s School“ gegründet. Anfangs bestand die Schule nur aus zwei Klassenräumen für Jungen und Mädchen und wurde von 30 Schülern besucht. Mit dem rasanten Wachstum des Stadtteils wuchs auch die Schule. 1960 besuchten 2500 Kinder den Unterricht in Grund- und Sekundarstufe. Im gleichen Jahr wurde die Sekundarstufe zum „St. Mary’s Canossian College“ für Mädchen, die Grundschule wurde zur „St. Mary’s Canossian School“.